# Euprosopia grahami
Euprosopia grahami är en tvåvingeart som beskrevs av Malloch 1931. Euprosopia grahami ingår i släktet Euprosopia och familjen bredmunsflugor. Inga underarter finns listade i Catalogue of Life.